# Шарлотта Елліотт
Шарлотта Елліотт (англ. Charlotte Elliott; 1883—1974) — американська вчена, одна з перших фізіологів рослин, спеціалізувалася на бактеріальних організмах, які спричиняють хвороби сільськогосподарських культур, автор широко використовуваної довідкової праці  Manual of Bacterial Plant Pathogens. Вона була першою жінкою, яка отримала ступінь доктора філософії з ботаніки в Університеті Вісконсину у Медісоні.

## Освіта
Елліотт народилася у Берліні, штат Вісконсин. У 1907 році отримала ступінь бакалавра із зоології в Стенфордському університеті. Кілька років вона викладала біологію у державній школі в Спірфіші та відвідувала літні курси в Чиказькому університеті. У 1913 році Шарлотта Елліотт отримала ступінь магістра з фізіології рослин у Стенфордському університеті. Їй запропонували посаду асистента на кафедрі ботаніки, але вона відмовилася через сімейні обставини та повернулася до Вісконсина.
У Вісконсині вона два роки (1914–1916) працювала викладачем Сільськогосподарського коледжу Дакоти. Елліотт пішла, щоб продовжити дипломну роботу з патології рослин, спочатку як науковий співробітник Бруклінського ботанічного саду, а потім як студентка  Університеті Вісконсину у Медісоні, де вона отримувала стипендію від випускників Бостона. У 1918 році вона стала першою жінкою, яка закінчила докторат з ботаніки в Університеті Вісконсина. Темою її дисертації була хвороба вівса Pseudomonas coronafaciens.

## Кар'єра
Бактеріолог Ервін Фрінк Сміт залучив Елліотт до роботи в Бюро рослинництва при Міністерстві сільського господарства США (USDA). Там вона продовжила свої дослідження як фітопатолог, опублікувавши численні статті у цій галузі. Серед її відомих наукових робіт є така, що встановлює роль жука-блохи як переносника захворювання кукурудзи, викликаної бактерією Pantoea stewartii. Це дослідження привело до методу прогнозування інтенсивності захворювання в будь-який рік на основі температурних індексів, які відображали, наскільки успішно жуки пережили попередню зиму. Також вона описала кількох нових видів.
Елліотт написала широко використовувану книгу Manual of Bacterial Plant Pathogens. Вперше була опублікована у 1930 році, перевидана із змінами у 1951 році, і досі ця книга користується популярністю у дослідників.
У 1942 році вона працювала на посаді президента Ботанічного товариства Вашингтону.
Шарлотта Елліотт померла у 1974 році.

## Окремі публікації

### Книги
- Manual of Bacterial Plant Pathogens (1930)
- Halo-Blight of Oats (1920)

### Статті
- "Helminthosporium-Turcicum Leaf Blight of Corn". Phytopathology 36.8 (1946): 660–666. With Merle T. Jenkins.
- "Seasonal Development, Insect Vectors, and Host Range of Bacterial Wilt of Sweet Corn." Journal of Agricultural Research 60.10 (1940): 645–686. With F.W. Poos.
- "Dissemination of Bacterial Wilt of Corn." Iowa State College Journal of Science 9 (1935): 461–480.
- "Overwintering of Aplanobacter stewarti." Science 80.2074 (1934): 289–290. With F.W. Poos.